# Ría de Foz
Ría de Foz este o arie protejată (arie de protecție specială avifaunistică — SPA) din Spania întinsă pe o suprafață de 563,71 ha, din care 59 % marine.

## Localizare
Centrul sitului Ría de Foz este situat la coordonatele 43°33′24″N 7°15′08″W / 43.5567°N 7.2523°V.

## Înființare
Situl Ría de Foz a fost declarat arie de protecție specială avifaunistică în aprilie 2004 pentru a proteja 30 de specii de animale.

## Biodiversitate
Situată în ecoregiunile atlantică și marină Atlantică, aria protejată conține 27 de habitate naturale: Pajiști uscate atlantice de coastă cu Erica vagans, Pajiști cu Molinia pe soluri calcaroase, turboase sau argilos-nămoloase (Molinion caeruleae), Terase mlăștinoase și terase nisipoase neacoperite de apă la reflux, Fânețe de joasă altitudine (Alopecurus pratensis, Sanguisorba officinalis), Păduri aluvionare cu Alnus glutinosa și Fraxinus excelsior (Alno-Padion, Alnion incanae, Salicion albae), Pante stâncoase silicioase cu vegetație casmofită, Dune mobile de-a lungul țărmului cu Ammophila arenaria („dune albe”), Estuare, Păduri de stejar galițio-portugheze cu Quercus robur și Quercus pyrenaica, Cursuri de apă de la nivel de câmpie la nivel montan, cu vegetație Ranunculion fluitantis și Callitricho-Batrachion, Recifuri, Pajiștile Spartina (Spartinion maritimae), Faleze cu vegetație de pe coastele atlantice și baltice, Roci stâncoase cu vegetație pionieră de Sedo-Scleranthion sau Sedo albi-Veronicion dillenii, Pseudostepă cu ierburi și specii anuale de Thero-Brachypodietea, Bancuri de nisip acoperite în permanență slab de apă marină, Mlaștini calcaroase cu Cladium mariscus și specii de Caricion davallianae, Vegetație anuală la limita mareei, Liziere de ierburi înalte hidrofile de câmpie și de nivel montan până la alpin, Peșteri marine scufundate complet sau parțial, Tufărișuri halofile mediteraneene și termo-atlantice (Sarcocornetea fruticosi), Izvoare petrifiante cu formare de travertin (Cratoneurion), Pășuni atlantice udate de apa mării (Glauco-Puccinellietalia maritimae), Golfuri mici largi și golfuri puțin adânci, Dune mobile cu vegetație embrionară, Pajiști uscate europene, Salicornia și alte specii anuale care populează regiunile mlăștinoase și nisipoase.
La baza desemnării sitului se află mai multe specii protejate:
- păsări (22): pescăruș albastru (Alcedo atthis), rață pitică (Anas crecca), rață fluierătoare (Anas penelope), rață mare (Anas platyrhynchos), stârc cenușiu (Ardea cinerea), fugaci de țărm (Calidris alpina), prundaș gulerat mare (Charadrius hiaticula), chirighiță neagră (Chlidonias niger), erete de stuf (Circus aeruginosus), egretă mică (Egretta garzetta), șoim călător (Falco peregrinus), scoicar (Haematopus ostralegus), stârc pitic (Ixobrychus minutus), sitar de mal nordic (Limosa lapponica), culic mare (Numenius arquata), vultur pescar (Pandion haliaetus), cormoran mare (Phalacrocorax carbo), bătăuș (Philomachus pugnax), lopătar (Platalea leucorodia), ploier argintiu (Pluvialis squatarola), chiră de mare (Sterna sandvicensis), nagâț (Vanellus vanellus)
- amfibieni (1): Discoglossus galganoi
- mamifere (4): vidră de râu (Lutra lutra), liliac comun (Myotis myotis), liliacul mare cu potcoavă (Rhinolophus ferrumequinum), liliacul mic cu potcoavă (Rhinolophus hipposideros)
- nevertebrate (1): Coenagrion mercuriale
- pești (2): Petromyzon marinus, somonul (Salmo salar)

Pe lângă speciile protejate, pe teritoriul sitului au mai fost identificate 1 specie de reptile.